# Alejandra Lunik
Alejandra Lubliner Gonik, conocida como Alejandra Lunik, (Santiago de Chile, febrero de 1973) es una historietista e ilustradora chilena afincada en Argentina. "Hablo Sola" es el título de su viñeta diaria en el periódico La Nación. 

## Biografía
Nació en Santiago de Chile pero a los pocos meses llegó con sus padres a Buenos Aires tras el golpe militar a Salvador Allende. En sus entrevistas explica que se siente argentina pero mantiene la nacionalidad chilena como respeto al camino que sus padres eligieron cuando cruzaron la cordillera para trabajar en un proyecto de Universidad Popular.
Desde pequeña quiso ser historietista. Estudió la carrera de dibujo en la Escuela de Bellas Artes Manuel Belgrano en Buenos Aires.
Tiene una experiencia muchos años dibujando historietas y como ilustración profesional, con numerosos títulos infantiles publicados y varias exposiciones individuales (Buenos Aires, Münster, Washington) y una larga trayectoria en el humor gráfico, de Billiken a Ñ, de Fierro a Orsai. Su padrino en la historieta es el legendario historietista Horacio Altuna.
En 1998 comenzó a trabajar para Cebollitas, la revista de un programa infantil de Cris Morena. Después, ilustró por un tiempo tapas infantiles para la editorial Santillana.
En 2005 empezó a plantearse la necesidad de un cambio. En 2007 organizó una muestra en el Centro Cultural Recoleta, dejando atrás su trabajo infantil. En 2008 empezó a trabajar en la revista Ohlalá! como ilustradora. Tres años más tarde, en 2011, en la misma revista nació su personaje estrella, Lola, protagonista también de su primer libro como autora, Lola, editado en 2015 por la editorial Lumen. Las historias de Lola se publicaron mensualmente en la revista y de manera semanal en la página de Facebook de la autora.
Lunik explica sobre su personaje: La historia siempre fue discriminatoria con la idea de que las mujeres jugamos fuera. Entonces, quise hacerlas participar".
Lunik es miembro de ADA (Asociación Dibujantes de Argentina)
Desde 2016 hasta la fecha produce una viñeta diaria en La Nación que se llama "Hablo Sola"

### Publicidad
Lunik ha incursionado también en el terreno de la publicidad, en 2011, Nike de Estados Unidos le compró una imagen que fue exhibida en el atrio principal del World Bank en Washington, D. C. donde, a su vez, la llevaron para trabajar en vivo durante tres días en el medio del tráfico de gente. La campaña se llamó “The Girl Effect”, y tenía como objetivo recaudar fondos para la educación de niñas en barrios pobres. También ha trabajado para Twistos (2013) y Skip (2014).

## Lola
El personaje es la estrella de Lunik, protagonista de sus viñetas cómicas. Lola es una joven que desvela miedos, manías y obstáculos a los que se enfrenta con un humor irónico característico. Otros personajes de la historia son su marido Armando, su madre Raquel, su amiga frívola Flor y el personaje de la "Hormona Asesina" que no deja de rondarla y que caricaturiza los "subidones y bajones femeninos" de la menstruación.
“Lola es una chica de clase media que vive en la gran ciudad con ideas y opiniones bien claras. Las historias de Lola transcurren alrededor de su relación de pareja, el trabajo, el feminismo, su madre, su amiga Flor y sus hormonas” explica su creadora.
En Lola coexisten diversos conflictos que se hacen extensivos a las mujeres de su generación tratados de forma fresca, sin victimizaciones: la pareja como campo de maniobras, el dilema de tener o no hijos, la moda, los vaivenes hormonales de cada mes señala sobre el personaje, señala la revista cultural Los Inrockuptibles.
Sobre el personaje de la Hormona Asesina explica la ilustradora:
“Con mis amigas siempre había comentarios de cómo se sentían y quería encontrar la manera de representarlo. El tema del síndrome premenstrual fue usado primero como un arma en nuestra contra. Yo creo que esa pulsión animal que tenemos y que tenía que representar de alguna manera, tiene cosas negativas y alguna positiva”.
Posteriormente ha publicado los libros Andá a lavar los platos y Hablo sola, ambos producto de la selección de sus mejores viñetas publicadas en La Nación.

## Publicaciones
- Lola (2015) Editorial Lumen
- Andá a lavar los platos (2021) Hotel de las Ideas
- Hablo sola (2022) Hotel de las Ideas